# Emperor's Return
Emperor's Return drugi je EP švicarskog sastava ekstremnog metala Celtic Frost. Diskografska kuća Noise Records objavila ga je 15. kolovoza 1985. Prvo je izdanje sastava na kojem se pojavio bubnjar Reed St. Mark. Godine 1999. pjesme s tog uratka naknadno su remasterirane i objavljene na ponovnom izdanju uratka Morbid Tales, a pojavile su se i 2017. na novom izdanju albuma To Mega Therion.

## Popis pjesama
| 1. | »Circle of the Tyrants« | 4:27 |
| 2. | »Morbid Tales«          | 3:29 |

| Strana B | Strana B            | Strana B | Strana B | Strana B | Strana B | Strana B | Strana B | Strana B | Strana B |
| Br.      | Skladba             | Trajanje |          |          |          |          |          |          |          |
| -------- | ------------------- | -------- | -------- | -------- | -------- | -------- | -------- | -------- | -------- |
| 3.       | »Dethroned Emperor« | 4:38     |          |          |          |          |          |          |          |
| 4.       | »Visual Aggression« | 4:11     |          |          |          |          |          |          |          |
| 5.       | »Suicidal Winds«    | 4:36     |          |          |          |          |          |          |          |
| 21:21    |                     |          |          |          |          |          |          |          |          |

## Zasluge
Celtic Frost
- Tom G. Warrior – vokal, gitara, efekti
- Martin E. Ain – bas-gitara, dodatni vokal, efekti
- Reed St. Mark – bubnjevi, udaraljke

Dodatni glazbenici
- Stephen Priestly – bubnjevi (na pjesmama "Morbid Tales" i "Dethroned Emperor")

Ostalo osoblje
- Phil Lawvere – grafički dizajn
- Horst Müller – produkcija (pjesama 2. i 3.)
- Rick "Lights" – produkcija
- Karl-U. Walterbach – izvršni producent
- Thomas Süsstrunk – inženjer zvuka
- Sergio Archetti – fotografije